# BVK Crvena zvezda Beograd
Beogradski vaterpolo klub Crvena zvezda, srpski vaterpolski klub iz Beograda. 
Nastao je 1945. Neko vrijeme bio je ugašen zbog bankrota (2008. – 2010.), ali 2012. se pojačao te mu je omogućen nastup u Euroligi. Dovedeni su srbijanski reprezentativci Andrija Prlainović, Duško Pijetlović, Nikola Rađen i Boris Vapenski, te crnogorski Denis Šefik.  
- prvak Europe: 2012./13.
- osvajač Europskog superkupa: 2013.
- prvak Srbije: 2012./13., 2013./14.
- prvak SRJ: 1991./92., 1992./93.
- osvajač Kupa Srbije: 2012./13., 2013./14.

## 2006/07.
Lazić, Tomašević, Obradović, Krstović, Kocić, Radojičić, Rusov, Vilotić, Rakonjac, Krstić, Milaković, Radojević, Vidačić,Domanovic David
Trener: Zoran Mijalkovski
U sezoni 2006/07. natječe se u LENA kupu. Natjecanje je okončala u 2. krugu, ostavši na nedostatnom za prolaz 4. mjestu na ljestvici skupine "F".

## Sastav 2012./13.
Mihajlo Miličević (1993.),  Duško Pijetlović (1985.),  Nikola Eškert (1993.),  Boris Vapenski (1993.),  Andrija Prlainović (1987.),  Nenad Stojčić (1993.),  Sava Ranđelović (1993.),  Denis Šefik (1976.),  Nikola Rađen (1985.),  Marko Draksimović (1987.),  Marko Avramović (1986.),  Strahinja Rašović (1992.),  Petar Ivošević (1987.),  Viktor Rašović (1993.); trener  Dejan Savić (1975.)
2012./13. su neočekivano osvojili sva tri trofeja (srbijansko prvenstvo i kup i Euroliga). Crvena zvezda je u odlučujućim utakmicama pobijeđivala favorizirane (po imenima daleko bolje) kragujevački Radnički u srbijanskom prvenstvu i hrvatskog predstavnika dubrovački Jug u Euroligi. 30. studenog 2013. su u utakmici Europskog superkupa u Bečeju pobijedili pobjednika Kupa LEN kragujevački Radnički 9:8. Tako je Crvena zvezda osvojila sve što se može osvojiti: domaće prvenstvo i kup, Euroligu i Europski superkup.

## Vanjske poveznice
- Službena stranica